# Boninella anoplos
Boninella anoplos är en skalbaggsart som först beskrevs av Nobuo Ohbayashi 1976.  Boninella anoplos ingår i släktet Boninella och familjen långhorningar. Inga underarter finns listade.